# Girolamo Amati
Girolamo Amati, född omkring 1561, död 1630, var en italiensk fiolbyggare från Cremona och medlem i fiolbyggarfamiljen Amati. Han arbetade tillsammans med sin bror Antonio Amati och deras instrument är tydligt influerade av deras far Andrea Amati.